# Robert McKim (acteur)
Pour les articles homonymes, voir Robert McKim et McKim.
Robert McKim est un acteur américain du cinéma muet, né le 26 août 1886 à San Francisco en Californie aux États-Unis, mort le 4 juin 1927 à Hollywood en Californie.

## Filmographie
- 1915 : The Heart of Jabez Flint
- 1915 : Shorty Inherits a Harem
- 1915 : Shorty's Ranch
- 1915 : The Disciple : Doc Hardy
- 1915 : The Edge of the Abyss (en) de Walter Edwards : Neil Webster
- 1915 : Between Men (en) de William S. Hart : Rankin
- 1916 : L'Autel de l'honneur (Honor's Altar) de Walter Edwards : Paul
- 1916 : The Raiders
- 1916 : The Last Act de Walter Edwards  : Lewis Bressler
- 1916 : Le Justicier (Hell's Hinges) : A clergyman
- 1916 : The Stepping Stone : Al Beresford
- 1916 : The Primal Lure : Richard Sylvester
- 1916 : Willie's Wobbly Ways
- 1916 : The Phantom de Charles Giblyn : Crabbe
- 1916 : The Captive God : Montezuma
- 1916 : The Return of Draw Egan : Arizona Joe
- 1916 : Jim Grimsby's Boy : Waldo Whittier
- 1916 : The Devil's Double : Van Dyke Tarleton
- 1917 : Paws of the Bear : Boris Drakoff
- 1917 : Le Sexe faible (The Weaker Sex) de Raymond B. West : Raoul Bozen
- 1917 : The Iced Bullet : Donald Greene
- 1917 : The Last of the Ingrams (en) de Walter Edwards : Rufus Moore
- 1917 : Blood Will Tell
- 1917 : La Route de l'honneur (The Dark Road) de Charles Miller : Carlos Costa
- 1917 : Paddy O'Hara (en)  de Walter Edwards : Count Carlos
- 1917 : Time Locks and Diamonds (en) de Walter Edwards : Crabbe
- 1917 : Master of His Home de Walter Edwards : Van Tyle
- 1917 : Le Système D (The Son of His Father) : David Slosson
- 1917 : The Silent Man : Handsome Jack Pressley
- 1918 : Blue Blazes Rawden : 'Ladyfingers' Hilgard
- 1918 : Love Me : Mortimer Appleby
- 1918 : Unfaithful
- 1918 : Playing the Game : 'Flash' Jim Purdy
- 1918 : The Claws of the Hun : Alfred Werner
- 1918 : The Vamp
- 1918 : Green Eyes : Alexander Chapman
- 1918 : The Marriage Ring : Hugo Mertons
- 1918 : The Law of the North : Caesar Le Noir
- 1918 : When Do We Eat? : 'Pug' Hennessy
- 1918 : Fuss and Feathers : J. Wells Stanton
- 1919 : La Marque sanglante (The Brand) de Reginald Barker : Bob Barclay
- 1919 : Partners Three : Grant Haywood
- 1919 : Greased Lightning : Alden J. Armitage
- 1919 : La Caravane (en) (Wagon Tracks) de Lambert Hillyer : David Washburn
- 1919 : The Westerners : Michael 'Black Mike' Lafond
- 1919 : The Wolf : William MacDonald
- 1919 : La Sacrifiée (Her Kingdom of Dreams), de Marshall Neilan : Charlie Stanmore
- 1920 : L'Appartement n° 13 (The Woman in Room 13) de Frank Lloyd : Dick Turner
- 1920 : Out of the Dust : Brett Arnold
- 1920 : Le Veau d'or (The Money Changers) : Hugh Gordon
- 1920 : Riders of the Dawn (en) de Jack Conway : Henry Neuman
- 1920 : Bullet Proof : McGuirk
- 1920 : La Horde d'argent (The Silver Horde) : Marsh
- 1920 : The Dwelling Place of Light : Claude Ditmar
- 1920 : Le Signe de Zorro (The Mark of Zorro) : Capt. Juan Ramon
- 1920 : The Devil to Pay : Brent Warren
- 1920 : The U.P. Trail : Jose Durade
- 1921 : The Spenders : Rulon Shepler
- 1921 : The Lure of Egypt : Prince Dagmar
- 1921 : A Certain Rich Man : John Barclay
- 1921 : Man of the Forest : Harvey Riggs
- 1921 : The Mysterious Rider (en) : Hell Ben Wade
- 1922 : White Hands : Leon Roche
- 1922 : The Gray Dawn : Ben Sansome
- 1922 : Heart's Haven : Adam Breed
- 1922 : Monte Cristo : De Villefort, the king's attorney
- 1922 : Without Compromise : David Ainsworth
- 1923 : La Force du sang (All the Brothers Were Valiant)  d'Irvin Willat : Finch
- 1923 : L'Araignée et la Rose (The Spider and the Rose) de John McDermott : Mendozza
- 1923 : Un dépensier (en) (Mr. Billings Spends His Dime) de Wesley Ruggles : Capitaine Gómez
- 1923 : Dead Game (en) d'Edward Sedgwick : Prince Tetlow
- 1923 : Human Wreckage (en) de John Griffith Wray et Dorothy Davenport : Dr. Hillman
- 1923 : La Brebis égarée (The Spoilers), de Lambert Hillyer : Struve
- 1923 : His Last Race : Tim Bresnahan
- 1923 : Les Étrangers de la nuit (Strangers of the Night) de Fred Niblo : Borolsky
- 1923 : Thundergate : Ray Williams
- 1923 : Maytime : Monte Mitchell
- 1924 : Flaming Barriers : Joseph Pickens
- 1924 : Ride for Your Life : 'Geentleman Jim' Slade
- 1924 : The Galloping Ace : David Kincaid
- 1924 : Mademoiselle Minuit (Mademoiselle Midnight) de Robert Z. Leonard : João
- 1924 : When a Girl Loves : Dr. Godfrey Luke
- 1924 : The Torrent : Detective
- 1925 : North of Nome (en) de Bernard B. Ray : Henri Cocteau
- 1925 : Spook Ranch : Don Ramies
- 1926 : The Pay-Off (en)
- 1926 : The Tough Guy (en) de  David Kirkland : Con Carney
- 1926 : L'Oiseau de nuit (The Bat) de Roland West : Dr. Wells
- 1926 : The Dead Line : 'Silver Sam' McGee
- 1926 : The Wolf Hunters
- 1926 : Speeding Through
- 1926 : L'Athlète complet (The Strong Man) : Mike McDevitt
- 1926 : Kentucky Handicap
- 1926 : Tex
- 1926 : A Regular Scout : Ed Powell
- 1927 : The Show Girl : Edward Hayden
- 1927 : The Denver Dude : Bob Flint
- 1927 : The Thrill Seekers : Hal Walker
- 1927 : Aflame in the Sky : Joseph Murdoch